# آنمت: روزمرگی یک جراح مغز
آنمِت: روزمرگی یک جراح مغز (アンメット ーある脳外科医の日記ー Anmetto: Aru Nōgekai no Nikki) مجموعه مانگا ژاپنی به نویسندگی یوزورو کوجیکا و تصویرگری کانتو اوتسوکی است. این مانگا در مجله کودانشا از دسامبر ۲۰۲۰ تا ژوئیه ۲۰۲۴ منتشر شد. یک درام لایو-اکشن ژاپنی از روی اثر اقتباس و از آوریل تا ژوئن ۲۰۲۴ از تلویزیون ژاپن پخش شد.

## خلاصه داستان
یک جراح مغز و اعصاب طی حادثه‌ای دچار آسیب مغزی شده و به فراموشی پیش‌گستر مبتلا می‌شود؛ بدین معنی که دیگر قادر به ایجاد خاطرات جدید نیست. او اکنون به عنوان یک پرستار کار می‌کند تا اینکه یک دکتر عجیب و غریب به او کمک می‌کند تا رازهای گذشته خود را کشف کند و مهارت‌های جراحی خود را بازیابی کند.